# Eric Barrios
Eric Hernán Barrios (Rojas, Buenos Aires, Argentina; 17 de febrero de 1998) es un futbolista argentino. Juega de centrocampista y su equipo actual es el FC Samtredia de la Erovnuli Liga de Georgia..

## Trayectoria
Graduado de las inferiores de River Plate proveninente del Huracán de Rojas, Barrios fichó en el Juventud de Uruguay en enero de 2019. Debutó en la Primera División de Uruguay el 16 de febrero ante Fénix.
Para la temporada 2022, Barrios fichó en el Ayacucho FC de la Primera División del Perú.
En febrero de 2023, regresó a la Argentina y se incorporó al Guillermo Brown de la Primera B Nacional.

## Estadísticas
Actualizado al último partido disputado: 13 de noviembre de 2022.
| Club               | Div.          | Temporada     | Liga  | Liga  | Copas nacionales | Copas nacionales | Copas internacionales | Copas internacionales | Total | Total |
| Club               | Div.          | Temporada     | Part. | Goles | Part.            | Goles            | Part.                 | Goles                 | Part. | Goles |
| ------------------ | ------------- | ------------- | ----- | ----- | ---------------- | ---------------- | --------------------- | --------------------- | ----- | ----- |
| Juventud · Uruguay | 1.ª           | 2019          | 27    | 0     | —                | —                | —                     | —                     | 27    | 0     |
| Juventud · Uruguay | 2.ª           | 2020          | 19    | 0     | —                | —                | —                     | —                     | 19    | 0     |
| Juventud · Uruguay | 2.ª           | 2021          | 20    | 0     | —                | —                | —                     | —                     | 20    | 0     |
| Juventud · Uruguay | Total club    | Total club    | 66    | 0     | 0                | 0                | 0                     | 0                     | 66    | 0     |
| Ayacucho · Perú    | 1.ª           | 2022          | 29    | 1     | 0                | 0                | 6                     | 1                     | 35    | 2     |
| Ayacucho · Perú    | Total club    | Total club    | 29    | 1     | 0                | 0                | 6                     | 1                     | 35    | 2     |
| Total carrera      | Total carrera | Total carrera | 95    | 1     | 0                | 0                | 6                     | 1                     | 101   | 2     |